# Saliña (Willemstad)
Saliña, Salinja – dzielnica (wijk) miasta Willemstad oraz osada (buurt) w dystrykcie Willemstad, w kraju autonomicznym Curaçao, należącym do Holandii, w Ameryce Południowej. 20 października 2023 r. liczyła 2379 mieszkańców.  

## Osady
W skład dzielnicy wchodzi sześć osad (buurt):
| Lp. | Nazwa                  | Powierzchnia km² | Liczba mieszkańców |
| --- | ---------------------- | ---------------- | ------------------ |
| 1.  | Kintjan                | 0,19             | 193                |
| 2.  | Saliña                 | 0,41             | 442                |
| 3.  | Saliña Abou            | 0,43             | 655                |
| 4.  | Saliña Ariba           | 0,18             | 138                |
| 5.  | Vivir Contento         | 0,04             | 161                |
| 6.  | Vredenberg bij Kintjan | 0,76             | 791                |